# Tau5 Serpentis
Tau5 Serpentis (τ5 Serpentis / 18 Serpentis / HD 139225 / HR 5804) es una estrella de magnitud aparente +5,94.
Se localiza en la constelación de Serpens en Serpens Caput, la cabeza de la serpiente.
Comparte la denominación de Bayer «Tau» con otras siete estrellas, siendo Tau5 Serpentis la más cercana al sistema solar, ya que se encuentra a 170 años luz.
Semejante a I Carinae o β Caeli, Tau5 Serpentis es una estrella blanco-amarilla de la secuencia principal de tipo espectral F3V.
Como el Sol fusiona hidrógeno en helio, pero tiene una temperatura efectiva considerablemente más elevada, 7136 ± 75 K.
Como otras estrellas calientes, rota considerablemente más deprisa que el Sol. Mientras que por debajo de cierta temperatura, las estrellas giran sobre sí mismas a una velocidad cercana a la del Sol (2 km/s), por encima de cierto límite la velocidad de rotación aumenta bruscamente, llegando en algunas estrellas calientes a superar los 300 km/s.
Tau5 Serpentis gira sobre sí misma con una velocidad de rotación proyectada de 104 km/s.
Su diámetro es aproximadamente el doble del diámetro solar.
Tau5 Serpentis tiene una masa un 452% mayor que la masa solar y su edad estimada es de 1600 millones de años.
Presenta una metalicidad inferior a la solar en un 35% ([Fe/H] = -0,20).